# 耶律魯不古
耶律魯不古（?—?），字信寧，辽国（契丹）政治人物、軍人。耶律阿保機从侄。
耶律阿保機制定契丹国字，魯不古協助有功，任林牙、监修国史。率偏師为西南边大詳稳，討伐党項有功。後唐河東節度使石敬瑭受到末帝李从珂攻击，向契丹求救，魯不古把使者送到朝廷。辽太宗率军親征，魯不古随軍，在太原之北击破後唐大将張敬達。会同初年，从軍对党項征战，多俘获敌军后凱旋。天禄年間，任于越六年，为北院大王。五十五岁去世。

## 延伸阅读
[在维基数据编辑]
 《遼史·卷76》，出自脱脱《遼史》